# ایندیم آنتیمونید
ایندیم آنتیمونید (به انگلیسی: Indium antimonide) یک ترکیب شیمیایی با شناسه پاب‌کم ۳۴۶۸۴۱۳ است. شکل ظاهری این ترکیب، بلورهای خاکستری تیره، براق است.